# Copa FMF
La Copa FMF (Copa Federação Mato Grossense de Futebol) es un torneo de fútbol realizado en el segundo semestre para decidir uno de los representantes del Mato Grosso en la Copa de Brasil del año siguiente. A partir de 2015 la competición pasó a ser disputada por equipos Sub-21.

## Palmarés
| Año  | Campeón             | Subcampeón          |
| ---- | ------------------- | ------------------- |
| 2004 | Luverdense          | Cuiabá              |
| 2005 | Operário            | União Rondonópilis  |
| 2006 | Cacerense           | Vila Aurora         |
| 2007 | Luverdense          | Cacerense           |
| 2008 | Araguaia            | União Rondonópilis  |
| 2009 | Vila Aurora         | Cuiabá              |
| 2010 | Cuiabá              | Operário            |
| 2011 | Luverdense          | Operário            |
| 2012 | Mixto               | União Rondonópilis  |
| 2013 | Rondonópolis        | União Rondonópilis  |
| 2014 | No hubo competición | No hubo competición |
| 2015 | Dom Bosco           | União Rondonópilis  |
| 2016 | Cuiabá              | Mixto               |
| 2017 | União Rondonópilis  | Cuiabá              |
| 2018 | Mixto               | Dom Bosco           |
| 2019 | Luverdense          | Cuiabá              |
| 2020 | No hubo competición | No hubo competición |
| 2021 | União Rondonópilis  | Dom Bosco           |
| 2022 | Nova Mutum          | Operário VG         |
| 2023 | Mixto               | Cuiabá              |

## Títulos club
| Equipo             | Campeón                    | Subcampeón                       |
| ------------------ | -------------------------- | -------------------------------- |
| Luverdense         | 4 (2004, 2007, 2011, 2019) | 0                                |
| Mixto              | 3 (2012, 2018, 2023)       | 1 (2016)                         |
| União Rondonópolis | 2 (2017, 2021)             | 5 (2005, 2008, 2012, 2013, 2015) |
| Cuiabá             | 2 (2010, 2016)             | 5 (2004, 2009, 2017, 2019, 2023) |
| Operario           | 1 (2005)                   | 2 (2010, 2011)                   |
| Dom Bosco          | 1 (2015)                   | 2 (2018, 2021)                   |
| Cacerense          | 1 (2006)                   | 1 (2007)                         |
| Vila Aurora        | 1 (2009)                   | 1 (2006)                         |
| Araguaia           | 1 (2008)                   | 0                                |
| Rondonópolis       | 1 (2013)                   | 0                                |
| Nova Mutum         | 1 (2022)                   | 0                                |
| Operário VG        | 0                          | 1 (2022)                         |